# 자파드나야드비나

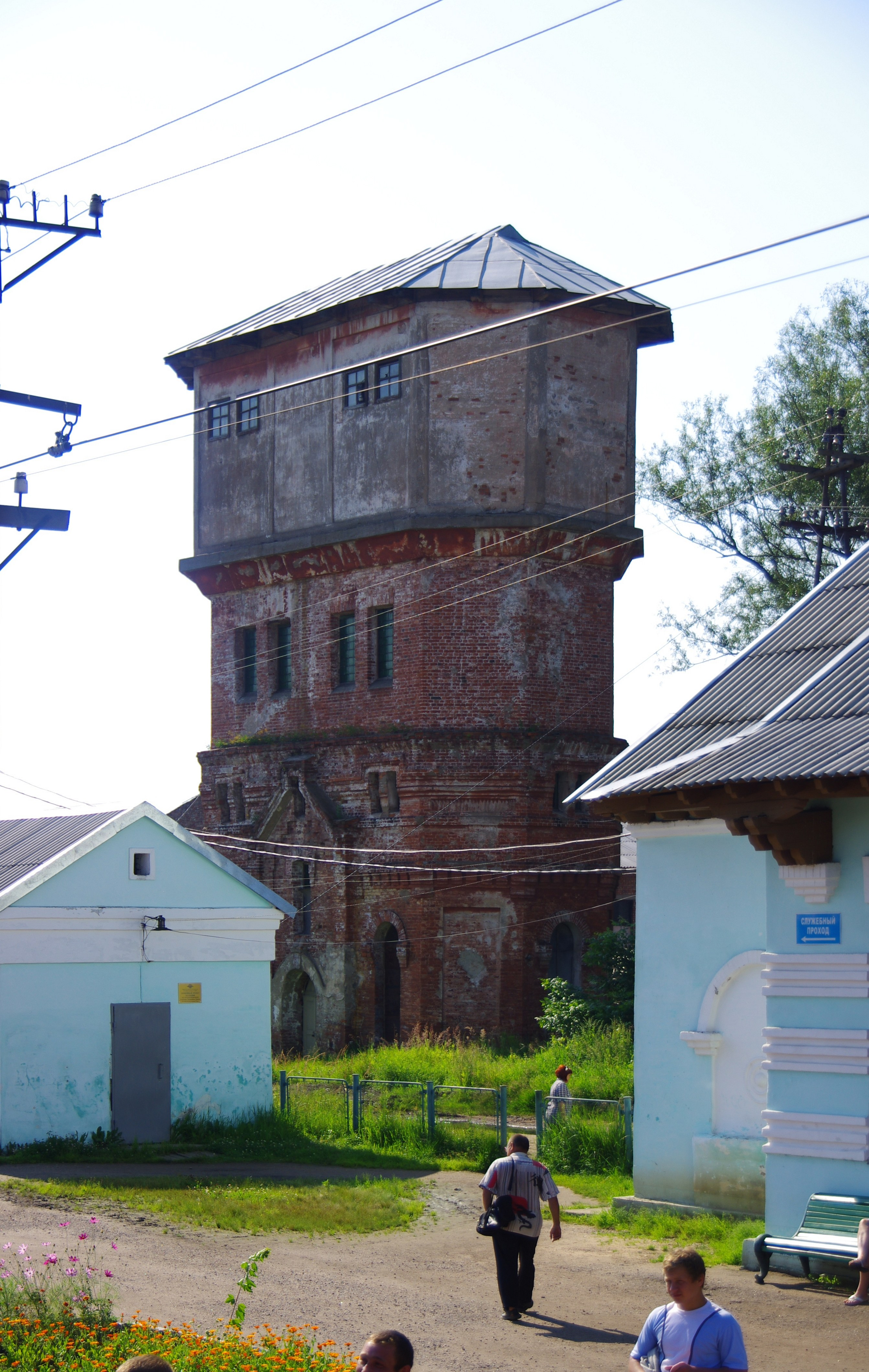

자파드나야드비나(러시아어: За́падная Двина́)는 러시아 트베리주 동부에 위치한 도시로, 인구는 10,212명(2002년 기준)이다. 다우가바강 우안과 접하며 트베리(트베리 주의 주도)에서 남서쪽으로 321km 정도 떨어진 곳에 위치한다.
1900년 철도역이 개통되면서 신설되었고 1927년 도시형 촌락으로 승격되었다. 1937년 시로 승격되었다.